# Alaksandra Hierasimienia
Alaksandra Hierasimienia, biał. Аляксандра Віктараўна Герасіменя, ros. Александра Викторовна Герасименя (ur. 31 grudnia 1985 w Mińsku) – białoruska pływaczka, wicemistrzyni olimpijska, mistrzyni i wicemistrzyni świata, mistrzyni i wicemistrzyni Europy.
Specjalizuje się w stylu grzbietowym i dowolnym. Startowała na igrzyskach olimpijskich w Pekinie (2008), zajmując 8. miejsce w wyścigu na 50 m stylem dowolnym. Na igrzyskach olimpijskich w Londynie (2012) zdobyła srebrny medal na dystansie 50 i 100 m stylem dowolnym.
Jej największym sukcesem jest złoty medal mistrzostw świata w 2011 roku na 100 m stylem dowolnym oraz srebrny medal mistrzostw świata 2007 z Melbourne na dystansie 50 m stylem grzbietowym, gdzie przegrała jedynie z Amerykanką Leilą Vaziri.
Podczas igrzysk olimpijskich w Rio de Janeiro zdobyła brązowy medal na dystansie 50 m stylem dowolnym w finale uzyskując czas 24,11.
W grudniu 2022 została zaocznie skazana na 12 lat więzienia za „działalność antybiałoruską”.

## Odznaczenia
- Medal Orderu Pogoni – nadanie 2023[5], wręczenie 2024[6][7]